# Gúrides

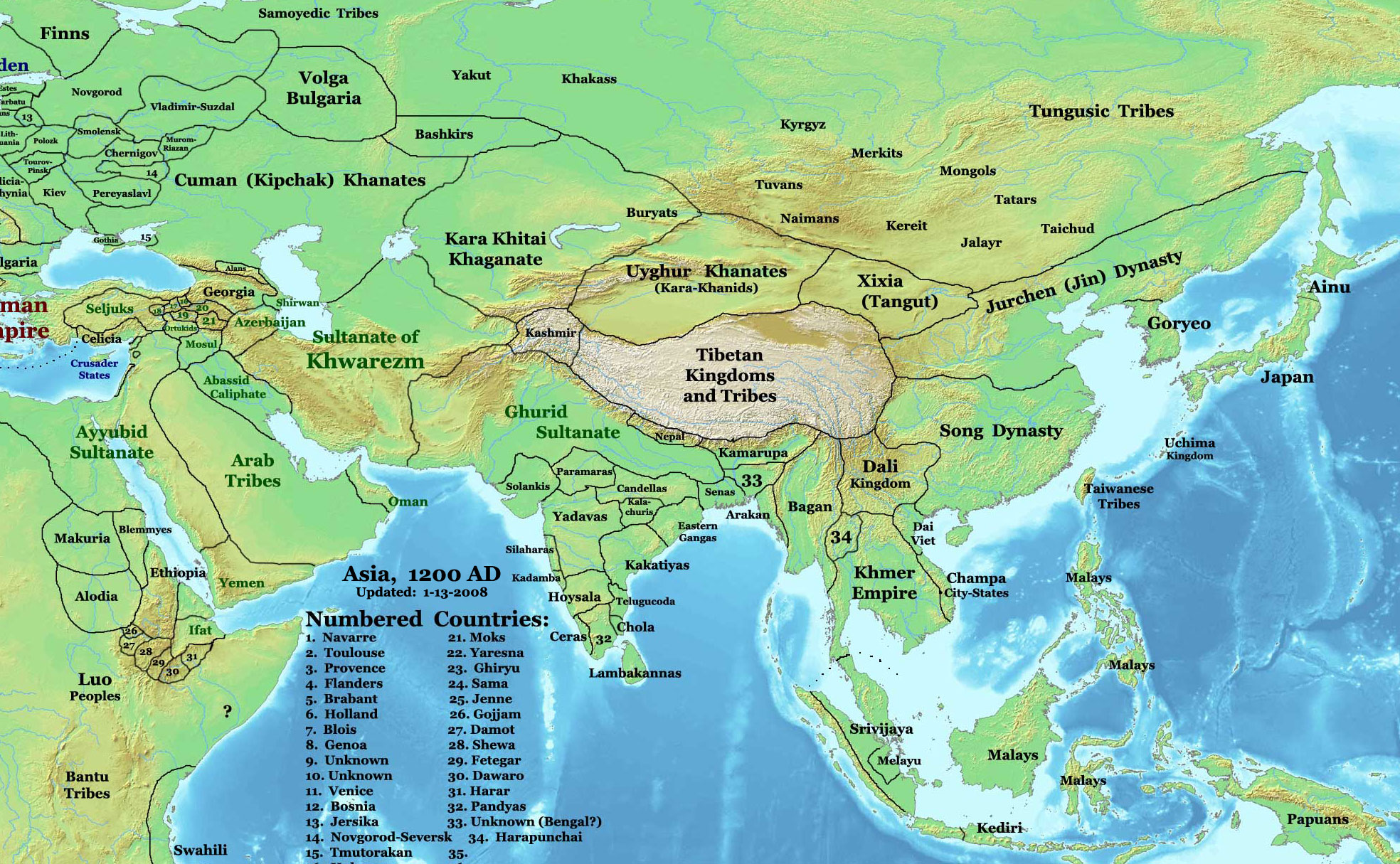
Situació geo-política a Àsia pels volts del 1200. Es pot apreciar l'extensió del Soldanat gúrida i els seus veïns

Els gúrides (persa: سلسله غوریان), autoanomenats xansabànides, foren una dinastia persa musulmana que rebé el seu nom del territori de Ghur a l'Afganistan.

## Antecedents
La família governant eren els xansabànides (Xansab, també Xanasb, derivat del persa Guixnasp), segurament d'arrel tadjik. La tradició diu que el califa Harun ar-Raixid va rebre (vers el 800) a dos emirs rivals de la regió muntanyosa de Ghur, Banji ibn Naharan Xansabani i Xith ibn Bahram, i al primer li fou concedida la sobirania política del Ghur (imarat) amb el títol de Kasim Amir al-Muminin, i al segon el comandament militar (pahlawani) de les tropes regionals, combinació que va durar fins al segle xii.

## Domini gaznèvida
Sobre Ghur no se sap res de cert fins al temps dels gaznèvides al segle xi; la Hudud al-alam esmenta un Ghur Xah que era tributari dels emirs farigúnides de Guzgan, al nord de Ghur, però no es pot establir si es tractava d'un Xansabànida; probablement no fou fins al segle xi que la família Xansabànida va adoptar l'islam. El país no fou conquerit pels gaznèvides que el van deixar rodejat per tots costats i les tres vegades que Mahmud de Gazni va provar d'entrar-hi es va limitar a instal·lar governants addictes. Sembla que la més important fou l'expedició del 1020 de Mahmud de Ghazna estava dirigida pel seu fill Masud; va remuntar el riu Hari Rud des d'Herat i va conquerir la fortalesa de Djurwas, al nord-oest del Ghur, que pertanyia als dinastes locals de la família Shithani (rivals dels Xansabànides) i en concret al cap Warmesh-Pat.
A la segona meitat del segle xi i començament del segle xii els Xansabànides van assolir l'hegemonia a la regió. En el regnat d'Izz al-Din Husayn, Ghur estava més o menys unificat sota aquesta dinastia, amb els shithanis com a vassalls i comandants militars (sipahsalars), i va esdevenir un estat tampó entre els gaznèvides (Afganistan del sud i oriental, i el Panjab i l'Índia del nord) i els seljúcides, en concret el sultanat de Sandjar ibn Màlik Xah al Khurasan, que després del 1107/1108 va esdevenir sobirà feudal del país. Gazni fou també vassal seljúcida després del 1118 fins a la mort de Sandjar el 1157.

## Domini seljúcida
A la mort d'Izz al-Din Husayn el va succeir com a sobirà i cap de família el seu fill Sayf al-Din Suri (1146); aquest va repartir el país entre els seus germans. Va conservar la fortalesa d'Istiya com a centre del seu domini i capital; el seu germà Kutb al Din Muhàmmad va rebre la regió de Warxad o Warxar (on va iniciar la construcció de la ciutat-fortalesa de Firuzkuh i va agafar el títol de Màlik al-Djibal; el títol Màlik apareix per primer cop); Nasir al-Din Muhàmmad va rebre Madin; Ala al-Din Husayn el Wadjiristan; Baha al-Din Sam va rebre Sanga (al districte de Mandesh) i Fakhr al-Din Masud va rebre Kashi al riu Hari Rud superior. La solidaritat familiar que esperava Sayf al-Din no estava ben arrelada i aviat van esclatar lluites entre els germans. Kutb al-Din va haver de fugir a la cort gaznèvida però el sultà Bahram Xah ben Masud (1118-1157) el va fer empresonar i després el va enverinar (1149).
Sayf al-Din Suri com a cap de família, va marxar immediatament a Gazni per complir amb l'obligació familiar de venjar al seu germà, i va ocupar la ciutat, però per manca de suport popular, ja que el poble i la noblesa eren molt fidels a la dinastia gaznèvida, la va haver d'abandonar. Quan tornava al seu territori al Ghur es va enfrontar a les forces de Bahram Xah i va caure presoner i fou executat per crucifixió.
La direcció de la família correspongué al germà Baha al-Din Sam de Sanga; aquest va continuar la construcció de Firuzkuh que havia iniciat el seu germà Kutb al-Din Muhàmmad, i va preparar un exèrcit per marxar a Gazni per la revenja per la mort dels seus dos germans, però va morir pel camí per causes naturals.
Llavors la direcció va passar al seu germà Ala al-Din (que ja havia quedat com a regent al Ghur) al que passava la tasca de la revenja. Bahram Xah va acumular les seves tropes a la regió de Tiginabad (a la regió moderna de Kandahar) i Ala al-Din Husayn va avançar cap a Zanin-Dawar i va derrotar en batalla als gaznèvides; Bahram fou perseguit fins a Gazni i derrotat a la vora de la ciutat per segona vegada va fugir a l'Índia. Ala al-Din va destruir Gazni a finals del 1150 o començaments del 1151; a la tornada Bust fou saquejada i destruïda com Gazni. Ala al-Din va prendre el títol de sultà (al-sultan al-muazzam).

## Imperi
El 1152 va deixar de pagar el tribut als seljúcides però a la batalla de Nab fou derrotat completament per aquests i fet presoner, restant tancat a Khurasan durant dos anys fins que va pagar rescat. Bahram Xah va recuperar Gazni i va tornar a dominar la regió de Ghur (1152 i 1153). A la seva tornada al Ghur, una vegada alliberat contra un rescat (1154), Ala al-Din Husayn va recuperar el poder eliminant al cap rival favorable als gaznèvides i entrant sense oposició a Firuzkuh. Ala al-Din va instal·lar (vers 1155) com a sobirà de Bamian (Bamiyan) al seu germà Fakhr al-Din; aquesta branca va subsistir fins al 1215 quan fou eliminada pel xa de Coràsmia.
Ala al-Din va morir el 1161 i el va succeir el seu fill Sayf al-Din Muhàmmad mort en una batalla contra els seus vassalls els shithani (1163). El va succeir Xams al-Din Muhàmmad, fill de Baha al-Din Sam (que va agafar el lakab de Ghiyath al-Din) el qual va treballar plegat amb el seu germà Shihab al-Din Muhàmmad, el primer dirigint les conquestes cap a l'oest disputant el Khurasan als xa de Coràsmia (aleshores encara vassalls dels kara-khitay), i el segon dirigint la lluita cap a l'Índia.
L'emir safàrida de Sistan, Tadj al-Din Harb, va reconèixer la sobirania de Ghiyath al-Din, i el mateix van fer tot seguit els oghuz que dominaven Kirman (després de la caiguda de la branca seljúcida local). Vers el 1162 una banda d'oghuz es va apoderar de Gazni abandonada pel sultà gaznèvida, fins que el 1173/1174 Xams al-Din va conquerir Gazni on va instal·lar com a sultà al seu germà Xihab al-Din Muhàmmad amb el lakab de Muizz al-Din. El 1175 va conquerir Herat a un cap turc i la va dominar durant un temps indeterminat. En aquest moment Mahmud Sultan Xah, (expulsat de Coràsmia pel seu germà Ala al-Din Tekish), amb el suport dels kara-khitay, es va apoderar del nord del Khurasan i va disputar als gúrides Herat i Badghis. La lluita va durar algun temps fins de Ghiyath al-Din va derrotar a Sultan Xah prop de Merv (1190) i el va fer presoner annexionant la major part dels seus territoris a Khurasan.
El 1198 va esclatar la guerra entre els khwrizmxahs amb suport kara-khitay i els gúrides (instigats pel califa de Bagdad contra Coràsmia, que l'amenaçaven a Pèrsia occidental). Tekish xa de Coràsmia va atacar Herat mentre els kara-khitay envaïen Guzgan, però els dos foren derrotats pels gúrides. Mort Tekix el 1200, Ghiyath al-Din va ocupar la part del Khurasan que dominava i va arribar a l'oest fins a Bistam a la regió de Kumis; un príncep gúrida, Diya al-Din Muhàmmad (fill de Xudja al-Din, germà ja difunt d'Ala al-Din Husayn) fou instal·lat com a governador o Màlik de Nixapur. Ghiyath al-Din va morir a Herat el 1203; el seu germà Muizz al-Din que havia retornat de l'Índia va esdevenir el successor.
Muizz al-Din va conservar Gazni i va cedir altres parts dels dominis als seus parents: Diya al-Din Muhàmmad fou instal·lat com a Màlik de Firuzkuh i Baha al-Din Sam I va conservar Bamian. Ala al-Din Muhàmmad de Coràsmia va iniciar una campanya per recuperar Khurasan per la seva dinastia. Muizz al-Din va rebutjar l'atac de Coràsmia contra Herat i en la retirada el va empaitar fins a la mateixa Coràsmia, però aturat per la inundació dels camps, fou atacat pels kara-khitay que el van derrotar a Andkhuy a la vora de l'Oxus. Muizz al-Din va haver d'evacuar el Khurasan excepte Herat (1205).

## Domini de Coràsmia
El 1206 Muizz al-Din fou assassinat i llavors una part de l'exèrcit va donar suport com a successor a Baha al-Din Sam I de Bamian però aquest va morir en aquells dies i llavors van proposar als seus dos fills Djalal al-Din Ali i Ala al-Din Muhàmmad; una altra part va donar suport al nebot Ghiyath al-Din Mahmud, fill de Ghiyath al-Din; i la secta local dels karramiyya donava suport a Diya al-Din de Gazni; les faccions es van enfrontar i Ghiyath al-Din Mahmud va triomfar. En aquestes dissensions el general turc esclau Tadj al-Din Yildiz es va apoderar de Gazni. Ghiyath al-Din Mahmud, sense el seu poder consolidat, va demanar ajut al xa de Coràsmia vers el 1207.
A la mort de Ghiyath al-Din Mahmud vers el 1212 (segons les fonts la data varia entre el 1210 i el 1213) el va succeir el seu fill Baha al-Din Sam II, però el xa de Coràsmia el va deposar i va donar el tron a Ala al-Din Atsiz. Quan va intentar recuperar Gazni en mans de Yildiz, va ser derrotat i mort (1214) i Yildiz va proclamar sultà al seu cosí Ala al-Din Ali ibn Shudja al-Din (Diya al-Din). El 1215 el xa de Coràsmia el va deposar i va ocupar Firuzkuh, Gazni i Bamian.
A l'Índia els generals turcs esclaus a patir de Qutb-ad-Din Àybak (1206) van establir el seu poder i van fundar el sultanat de Delhi que el 1215 governava Iltutmix.

## Llista de sobirans (emirs, maliks, sultans)
Línia principal
- Muhàmmad ibn Suri Xansabani fins al 1011
- Abu Alí ibn Muhàmmad Xansabani 1011-vers 1035
- Abbas ibn Xith vers 1035-1060
- Muhàmmad ibn Abbas Xansabani vers vers 1060-1080
- Kutb al-Din Hasan ibn Muhàmmad vers 1080-1100
- Izz al-Din Husayn Xansabani 1100-1146
- Sayf al-Din Suri 1146-1149
- Baha al-Din Sam 1149
- Ala al-Din Husayn 1149-1161
- Sayf al-Din Muhàmmad 1161-1163
- Ghiyath al-Din Muhàmmad (Xams al-Din Muhàmmad) 1163-1203, després del 1173 a Gazni
- Muizz al-Din Muhàmmad (Xihab al-Din Muhàmmad) 1203-1206
- Ghiyath al-Din Mahmud 1206-1212
- Baha al-Din Sam II 1212-1213
- Ala al-Din Atsiz 1213-1214
- Ala al-Din Ali (Diya al-Din) 1214-1215

Línia de Bamian i Tukharistan
- Fakhr al-Din Masud 1152-1163
- Xams al-Din Muhàmmad 1163-1192
- Baha al-Din Sam I 1192-1206
- Djalal al-Din Ali 1206-1215

## Genealogia
- Muhàmmad ibn Suri Xansabani
  - Abu Alí ibn Muhàmmad Xansabani
  - Xith ibn Muhàmmad
    - Abbas ibn Xith
      - Muhàmmad ibn Abbas Xansabani
        - Kutb al-Din Hasan ibn Muhàmmad
          - Izz al-Din Husayn Xansabani 1100-1146
            - Sayf al-Din Suri 1146-1149
            - Xudja al-Din Ali 
              - Diya al-Din Ali (Ala al-Din Ali) 1214-1215

            - Kutb al-Din Muhàmmad
            - Baha al-Din Sam 1149
              - Xams al-Din Muhàmmad (Ghiyat al-Din) 1163-1203
                - Ghiyath al-Din Mahmud 1206-1212
                  - Baha al-Din Sam II 1212-1213

                - Baha al-Din Muhàmmad

              - Muizz al-Din Muhàmmad (Xihab al-Din Muhàmmad) 1203-1206

            - Nasir al-Din Muhàmmad
            - Ala al-Din Husayn 1149-1161
              - Sayf al-Din Muhàmmad 1161-1163
              - Ala al-Din Atsiz 1213-1214

            - Fakhr al-Din Masud
              - Xams al-Din Muhàmmad
                - Baha al-Din Sam I
                  - Djalal al-Din Ali
                  - Ala al-Din Muhàmmad

## Arbre genealògic
|  |  |                              |                              |                              |                              |                              |                              |  |  |  |  |                                              |                                            |                                            |                                            | Amir Suri (segles ix-x                     |                                            |  |  |                                            |                   |                      |                      |                      |                      |                                     |                                     |                                     |                                     |                                     |                                     |                        |                        |                        |                        |                        |                        |                                   |                                   |                                   |                                   |                                   |                                   |                                  |                                  |                                  |                                  |                                  |                                  |                               |                               |                               |                               |                              |                              |                              |                              |                              |                              |  |  |                           |                           |                           |                           |                           |                           |                                  |                                  |                                  |                                  |                                  |                                  |                                |                                |                                |                                |                                |                                |                     |                     |                     |                     |                     |                     |  |  |  |  |  |  |  |  |  |  |  |  |  |  |  |  |  |  |  |  |  |  |  |  |  |  |  |  |  |  |  |  |  |  |
|  |  |                              |                              |                              |                              |                              |                              |  |  |  |  |                                              |                                            |                                            |                                            |                                            |                                            |  |  |                                            |                   |                      |                      |                      |                      |                                     |                                     |                                     |                                     |                                     |                                     |                        |                        |                        |                        |                        |                        |                                   |                                   |                                   |                                   |                                   |                                   |                                  |                                  |                                  |                                  |                                  |                                  |                               |                               |                               |                               |                              |                              |                              |                              |                              |                              |  |  |                           |                           |                           |                           |                           |                           |                                  |                                  |                                  |                                  |                                  |                                  |                                |                                |                                |                                |                                |                                |                     |                     |                     |                     |                     |                     |  |  |  |  |  |  |  |  |  |  |  |  |  |  |  |  |  |  |  |  |  |  |  |  |  |  |  |  |  |  |  |  |  |  |
|  |  |                              |                              |                              |                              |                              |                              |  |  |  |  |                                              |                                            |                                            |                                            | Muhàmmad ibn Suri Xansabani (segle x-1011) |                                            |  |  |                                            |                   |                      |                      |                      |                      |                                     |                                     |                                     |                                     |                                     |                                     |                        |                        |                        |                        |                        |                        |                                   |                                   |                                   |                                   |                                   |                                   |                                  |                                  |                                  |                                  |                                  |                                  |                               |                               |                               |                               |                              |                              |                              |                              |                              |                              |  |  |                           |                           |                           |                           |                           |                           |                                  |                                  |                                  |                                  |                                  |                                  |                                |                                |                                |                                |                                |                                |                     |                     |                     |                     |                     |                     |  |  |  |  |  |  |  |  |  |  |  |  |  |  |  |  |  |  |  |  |  |  |  |  |  |  |  |  |  |  |  |  |  |  |
|  |  |                              |                              |                              |                              |                              |                              |  |  |  |  |                                              |                                            |                                            |                                            |                                            |                                            |  |  |                                            |                   |                      |                      |                      |                      |                                     |                                     |                                     |                                     |                                     |                                     |                        |                        |                        |                        |                        |                        |                                   |                                   |                                   |                                   |                                   |                                   |                                  |                                  |                                  |                                  |                                  |                                  |                               |                               |                               |                               |                              |                              |                              |                              |                              |                              |  |  |                           |                           |                           |                           |                           |                           |                                  |                                  |                                  |                                  |                                  |                                  |                                |                                |                                |                                |                                |                                |                     |                     |                     |                     |                     |                     |  |  |  |  |  |  |  |  |  |  |  |  |  |  |  |  |  |  |  |  |  |  |  |  |  |  |  |  |  |  |  |  |  |  |
|  |  |                              |                              |                              |                              |                              |                              |  |  |  |  |                                              |                                            |                                            |                                            |                                            |                                            |  |  |                                            |                   |                      |                      |                      |                      |                                     |                                     |                                     |                                     |                                     |                                     |                        |                        |                        |                        |                        |                        |                                   |                                   |                                   |                                   |                                   |                                   |                                  |                                  |                                  |                                  |                                  |                                  |                               |                               |                               |                               |                              |                              |                              |                              |                              |                              |  |  |                           |                           |                           |                           |                           |                           |                                  |                                  |                                  |                                  |                                  |                                  |                                |                                |                                |                                |                                |                                |                     |                     |                     |                     |                     |                     |  |  |  |  |  |  |  |  |  |  |  |  |  |  |  |  |  |  |  |  |  |  |  |  |  |  |  |  |  |  |  |  |  |  |
|  |  |                              |                              |                              |                              |                              |                              |  |  |  |  | Abu Alí ibn Muhàmmad Xansabani (1011–1035)   | Abu Alí ibn Muhàmmad Xansabani (1011–1035) | Abu Alí ibn Muhàmmad Xansabani (1011–1035) | Abu Alí ibn Muhàmmad Xansabani (1011–1035) | Abu Alí ibn Muhàmmad Xansabani (1011–1035) | Abu Alí ibn Muhàmmad Xansabani (1011–1035) |  |  | Xith ibn Muhàmmad                          | Xith ibn Muhàmmad | Xith ibn Muhàmmad    | Xith ibn Muhàmmad    | Xith ibn Muhàmmad    | Xith ibn Muhàmmad    |                                     |                                     |                                     |                                     |                                     |                                     |                        |                        |                        |                        |                        |                        |                                   |                                   |                                   |                                   |                                   |                                   |                                  |                                  |                                  |                                  |                                  |                                  |                               |                               |                               |                               |                              |                              |                              |                              |                              |                              |  |  |                           |                           |                           |                           |                           |                           |                                  |                                  |                                  |                                  |                                  |                                  |                                |                                |                                |                                |                                |                                |                     |                     |                     |                     |                     |                     |  |  |  |  |  |  |  |  |  |  |  |  |  |  |  |  |  |  |  |  |  |  |  |  |  |  |  |  |  |  |  |  |  |  |
|  |  |                              |                              |                              |                              |                              |                              |  |  |  |  | Abu Alí ibn Muhàmmad Xansabani (1011–1035)   | Abu Alí ibn Muhàmmad Xansabani (1011–1035) | Abu Alí ibn Muhàmmad Xansabani (1011–1035) | Abu Alí ibn Muhàmmad Xansabani (1011–1035) | Abu Alí ibn Muhàmmad Xansabani (1011–1035) | Abu Alí ibn Muhàmmad Xansabani (1011–1035) |  |  | Xith ibn Muhàmmad                          | Xith ibn Muhàmmad | Xith ibn Muhàmmad    | Xith ibn Muhàmmad    | Xith ibn Muhàmmad    | Xith ibn Muhàmmad    |                                     |                                     |                                     |                                     |                                     |                                     |                        |                        |                        |                        |                        |                        |                                   |                                   |                                   |                                   |                                   |                                   |                                  |                                  |                                  |                                  |                                  |                                  |                               |                               |                               |                               |                              |                              |                              |                              |                              |                              |  |  |                           |                           |                           |                           |                           |                           |                                  |                                  |                                  |                                  |                                  |                                  |                                |                                |                                |                                |                                |                                |                     |                     |                     |                     |                     |                     |  |  |  |  |  |  |  |  |  |  |  |  |  |  |  |  |  |  |  |  |  |  |  |  |  |  |  |  |  |  |  |  |  |  |
|  |  |                              |                              |                              |                              |                              |                              |  |  |  |  |                                              |                                            |                                            |                                            |                                            |                                            |  |  | Abbas ibn Xith (1035–1060)                 |                   |                      |                      |                      |                      |                                     |                                     |                                     |                                     |                                     |                                     |                        |                        |                        |                        |                        |                        |                                   |                                   |                                   |                                   |                                   |                                   |                                  |                                  |                                  |                                  |                                  |                                  |                               |                               |                               |                               |                              |                              |                              |                              |                              |                              |  |  |                           |                           |                           |                           |                           |                           |                                  |                                  |                                  |                                  |                                  |                                  |                                |                                |                                |                                |                                |                                |                     |                     |                     |                     |                     |                     |  |  |  |  |  |  |  |  |  |  |  |  |  |  |  |  |  |  |  |  |  |  |  |  |  |  |  |  |  |  |  |  |  |  |
|  |  |                              |                              |                              |                              |                              |                              |  |  |  |  |                                              |                                            |                                            |                                            |                                            |                                            |  |  |                                            |                   |                      |                      |                      |                      |                                     |                                     |                                     |                                     |                                     |                                     |                        |                        |                        |                        |                        |                        |                                   |                                   |                                   |                                   |                                   |                                   |                                  |                                  |                                  |                                  |                                  |                                  |                               |                               |                               |                               |                              |                              |                              |                              |                              |                              |  |  |                           |                           |                           |                           |                           |                           |                                  |                                  |                                  |                                  |                                  |                                  |                                |                                |                                |                                |                                |                                |                     |                     |                     |                     |                     |                     |  |  |  |  |  |  |  |  |  |  |  |  |  |  |  |  |  |  |  |  |  |  |  |  |  |  |  |  |  |  |  |  |  |  |
|  |  |                              |                              |                              |                              |                              |                              |  |  |  |  |                                              |                                            |                                            |                                            |                                            |                                            |  |  | Muhàmmad ibn Abbas Xansabani (1060–1080)   |                   |                      |                      |                      |                      |                                     |                                     |                                     |                                     |                                     |                                     |                        |                        |                        |                        |                        |                        |                                   |                                   |                                   |                                   |                                   |                                   |                                  |                                  |                                  |                                  |                                  |                                  |                               |                               |                               |                               |                              |                              |                              |                              |                              |                              |  |  |                           |                           |                           |                           |                           |                           |                                  |                                  |                                  |                                  |                                  |                                  |                                |                                |                                |                                |                                |                                |                     |                     |                     |                     |                     |                     |  |  |  |  |  |  |  |  |  |  |  |  |  |  |  |  |  |  |  |  |  |  |  |  |  |  |  |  |  |  |  |  |  |  |
|  |  |                              |                              |                              |                              |                              |                              |  |  |  |  |                                              |                                            |                                            |                                            |                                            |                                            |  |  |                                            |                   |                      |                      |                      |                      |                                     |                                     |                                     |                                     |                                     |                                     |                        |                        |                        |                        |                        |                        |                                   |                                   |                                   |                                   |                                   |                                   |                                  |                                  |                                  |                                  |                                  |                                  |                               |                               |                               |                               |                              |                              |                              |                              |                              |                              |  |  |                           |                           |                           |                           |                           |                           |                                  |                                  |                                  |                                  |                                  |                                  |                                |                                |                                |                                |                                |                                |                     |                     |                     |                     |                     |                     |  |  |  |  |  |  |  |  |  |  |  |  |  |  |  |  |  |  |  |  |  |  |  |  |  |  |  |  |  |  |  |  |  |  |
|  |  |                              |                              |                              |                              |                              |                              |  |  |  |  |                                              |                                            |                                            |                                            |                                            |                                            |  |  | Kutb al-Din Hasan ibn Muhàmmad (1080–1100) |                   |                      |                      |                      |                      |                                     |                                     |                                     |                                     |                                     |                                     |                        |                        |                        |                        |                        |                        |                                   |                                   |                                   |                                   |                                   |                                   |                                  |                                  |                                  |                                  |                                  |                                  |                               |                               |                               |                               |                              |                              |                              |                              |                              |                              |  |  |                           |                           |                           |                           |                           |                           |                                  |                                  |                                  |                                  |                                  |                                  |                                |                                |                                |                                |                                |                                |                     |                     |                     |                     |                     |                     |  |  |  |  |  |  |  |  |  |  |  |  |  |  |  |  |  |  |  |  |  |  |  |  |  |  |  |  |  |  |  |  |  |  |
|  |  |                              |                              |                              |                              |                              |                              |  |  |  |  |                                              |                                            |                                            |                                            |                                            |                                            |  |  |                                            |                   |                      |                      |                      |                      |                                     |                                     |                                     |                                     |                                     |                                     |                        |                        |                        |                        |                        |                        |                                   |                                   |                                   |                                   |                                   |                                   |                                  |                                  |                                  |                                  |                                  |                                  |                               |                               |                               |                               |                              |                              |                              |                              |                              |                              |  |  |                           |                           |                           |                           |                           |                           |                                  |                                  |                                  |                                  |                                  |                                  |                                |                                |                                |                                |                                |                                |                     |                     |                     |                     |                     |                     |  |  |  |  |  |  |  |  |  |  |  |  |  |  |  |  |  |  |  |  |  |  |  |  |  |  |  |  |  |  |  |  |  |  |
|  |  |                              |                              |                              |                              |                              |                              |  |  |  |  |                                              |                                            |                                            |                                            |                                            |                                            |  |  | Izz al-Din Husayn Xansabani (1100–1146)    |                   |                      |                      |                      |                      |                                     |                                     |                                     |                                     |                                     |                                     |                        |                        |                        |                        |                        |                        |                                   |                                   |                                   |                                   |                                   |                                   |                                  |                                  |                                  |                                  |                                  |                                  |                               |                               |                               |                               |                              |                              |                              |                              |                              |                              |  |  |                           |                           |                           |                           |                           |                           |                                  |                                  |                                  |                                  |                                  |                                  |                                |                                |                                |                                |                                |                                |                     |                     |                     |                     |                     |                     |  |  |  |  |  |  |  |  |  |  |  |  |  |  |  |  |  |  |  |  |  |  |  |  |  |  |  |  |  |  |  |  |  |  |
|  |  |                              |                              |                              |                              |                              |                              |  |  |  |  |                                              |                                            |                                            |                                            |                                            |                                            |  |  |                                            |                   |                      |                      |                      |                      |                                     |                                     |                                     |                                     |                                     |                                     |                        |                        |                        |                        |                        |                        |                                   |                                   |                                   |                                   |                                   |                                   |                                  |                                  |                                  |                                  |                                  |                                  |                               |                               |                               |                               |                              |                              |                              |                              |                              |                              |  |  |                           |                           |                           |                           |                           |                           |                                  |                                  |                                  |                                  |                                  |                                  |                                |                                |                                |                                |                                |                                |                     |                     |                     |                     |                     |                     |  |  |  |  |  |  |  |  |  |  |  |  |  |  |  |  |  |  |  |  |  |  |  |  |  |  |  |  |  |  |  |  |  |  |
|  |  |                              |                              |                              |                              |                              |                              |  |  |  |  |                                              |                                            |                                            |                                            |                                            |                                            |  |  |                                            |                   |                      |                      |                      |                      |                                     |                                     |                                     |                                     |                                     |                                     |                        |                        |                        |                        |                        |                        |                                   |                                   |                                   |                                   |                                   |                                   |                                  |                                  |                                  |                                  |                                  |                                  |                               |                               |                               |                               |                              |                              |                              |                              |                              |                              |  |  |                           |                           |                           |                           |                           |                           |                                  |                                  |                                  |                                  |                                  |                                  |                                |                                |                                |                                |                                |                                |                     |                     |                     |                     |                     |                     |  |  |  |  |  |  |  |  |  |  |  |  |  |  |  |  |  |  |  |  |  |  |  |  |  |  |  |  |  |  |  |  |  |  |
|  |  |                              |                              |                              |                              |                              |                              |  |  |  |  |                                              |                                            |                                            |                                            |                                            |                                            |  |  |                                            |                   |                      |                      |                      |                      |                                     |                                     |                                     |                                     |                                     |                                     |                        |                        |                        |                        |                        |                        |                                   |                                   |                                   |                                   |                                   |                                   |                                  |                                  |                                  |                                  |                                  |                                  |                               |                               |                               |                               |                              |                              |                              |                              |                              |                              |  |  |                           |                           |                           |                           |                           |                           |                                  |                                  |                                  |                                  |                                  |                                  |                                |                                |                                |                                |                                |                                |                     |                     |                     |                     |                     |                     |  |  |  |  |  |  |  |  |  |  |  |  |  |  |  |  |  |  |  |  |  |  |  |  |  |  |  |  |  |  |  |  |  |  |
|  |  |                              |                              |                              |                              |                              |                              |  |  |  |  |                                              |                                            |                                            |                                            |                                            |                                            |  |  |                                            |                   |                      |                      |                      |                      |                                     |                                     |                                     |                                     |                                     |                                     |                        |                        |                        |                        |                        |                        |                                   |                                   |                                   |                                   |                                   |                                   |                                  |                                  |                                  |                                  |                                  |                                  |                               |                               |                               |                               |                              |                              |                              |                              |                              |                              |  |  |                           |                           |                           |                           |                           |                           |                                  |                                  |                                  |                                  |                                  |                                  |                                |                                |                                |                                |                                |                                |                     |                     |                     |                     |                     |                     |  |  |  |  |  |  |  |  |  |  |  |  |  |  |  |  |  |  |  |  |  |  |  |  |  |  |  |  |  |  |  |  |  |  |
|  |  |                              |                              |                              |                              |                              |                              |  |  |  |  |                                              |                                            |                                            |                                            |                                            |                                            |  |  |                                            |                   |                      |                      |                      |                      |                                     |                                     |                                     |                                     |                                     |                                     |                        |                        |                        |                        |                        |                        |                                   |                                   |                                   |                                   |                                   |                                   |                                  |                                  |                                  |                                  |                                  |                                  |                               |                               |                               |                               |                              |                              |                              |                              |                              |                              |  |  |                           |                           |                           |                           |                           |                           |                                  |                                  |                                  |                                  |                                  |                                  |                                |                                |                                |                                |                                |                                |                     |                     |                     |                     |                     |                     |  |  |  |  |  |  |  |  |  |  |  |  |  |  |  |  |  |  |  |  |  |  |  |  |  |  |  |  |  |  |  |  |  |  |
|  |  |                              |                              |                              |                              |                              |                              |  |  |  |  |                                              |                                            |                                            |                                            |                                            |                                            |  |  |                                            |                   |                      |                      |                      |                      |                                     |                                     |                                     |                                     |                                     |                                     |                        |                        |                        |                        |                        |                        |                                   |                                   |                                   |                                   |                                   |                                   |                                  |                                  |                                  |                                  |                                  |                                  |                               |                               |                               |                               |                              |                              |                              |                              |                              |                              |  |  |                           |                           |                           |                           |                           |                           |                                  |                                  |                                  |                                  |                                  |                                  |                                |                                |                                |                                |                                |                                |                     |                     |                     |                     |                     |                     |  |  |  |  |  |  |  |  |  |  |  |  |  |  |  |  |  |  |  |  |  |  |  |  |  |  |  |  |  |  |  |  |  |  |
|  |  | Sayf al-Din Suri (1146–1149) | Sayf al-Din Suri (1146–1149) | Sayf al-Din Suri (1146–1149) | Sayf al-Din Suri (1146–1149) | Sayf al-Din Suri (1146–1149) | Sayf al-Din Suri (1146–1149) |  |  |  |  | Xudja al-Din Ali                             | Xudja al-Din Ali                           | Xudja al-Din Ali                           | Xudja al-Din Ali                           | Xudja al-Din Ali                           | Xudja al-Din Ali                           |  |  |                                            |                   | Kutb al-Din Muhàmmad | Kutb al-Din Muhàmmad | Kutb al-Din Muhàmmad | Kutb al-Din Muhàmmad | Kutb al-Din Muhàmmad                | Kutb al-Din Muhàmmad                |                                     |                                     |                                     |                                     | Baha al-Din Sam (1149) | Baha al-Din Sam (1149) | Baha al-Din Sam (1149) | Baha al-Din Sam (1149) | Baha al-Din Sam (1149) | Baha al-Din Sam (1149) |                                   |                                   | Nasir al-Din Muhàmmad             | Nasir al-Din Muhàmmad             | Nasir al-Din Muhàmmad             | Nasir al-Din Muhàmmad             | Nasir al-Din Muhàmmad            | Nasir al-Din Muhàmmad            |                                  |                                  | Ala al-Din Husayn (1149–1161)    | Ala al-Din Husayn (1149–1161)    | Ala al-Din Husayn (1149–1161) | Ala al-Din Husayn (1149–1161) | Ala al-Din Husayn (1149–1161) | Ala al-Din Husayn (1149–1161) |                              |                              |                              |                              |                              |                              |  |  |                           |                           |                           |                           |                           |                           | Fakhr al-Din Masud (1152–1163)   | Fakhr al-Din Masud (1152–1163)   | Fakhr al-Din Masud (1152–1163)   | Fakhr al-Din Masud (1152–1163)   | Fakhr al-Din Masud (1152–1163)   | Fakhr al-Din Masud (1152–1163)   |                                |                                |                                |                                |                                |                                |                     |                     |                     |                     |                     |                     |  |  |  |  |  |  |  |  |  |  |  |  |  |  |  |  |  |  |  |  |  |  |  |  |  |  |  |  |  |  |  |  |  |  |
|  |  | Sayf al-Din Suri (1146–1149) | Sayf al-Din Suri (1146–1149) | Sayf al-Din Suri (1146–1149) | Sayf al-Din Suri (1146–1149) | Sayf al-Din Suri (1146–1149) | Sayf al-Din Suri (1146–1149) |  |  |  |  | Xudja al-Din Ali                             | Xudja al-Din Ali                           | Xudja al-Din Ali                           | Xudja al-Din Ali                           | Xudja al-Din Ali                           | Xudja al-Din Ali                           |  |  |                                            |                   | Kutb al-Din Muhàmmad | Kutb al-Din Muhàmmad | Kutb al-Din Muhàmmad | Kutb al-Din Muhàmmad | Kutb al-Din Muhàmmad                | Kutb al-Din Muhàmmad                |                                     |                                     |                                     |                                     | Baha al-Din Sam (1149) | Baha al-Din Sam (1149) | Baha al-Din Sam (1149) | Baha al-Din Sam (1149) | Baha al-Din Sam (1149) | Baha al-Din Sam (1149) |                                   |                                   | Nasir al-Din Muhàmmad             | Nasir al-Din Muhàmmad             | Nasir al-Din Muhàmmad             | Nasir al-Din Muhàmmad             | Nasir al-Din Muhàmmad            | Nasir al-Din Muhàmmad            |                                  |                                  | Ala al-Din Husayn (1149–1161)    | Ala al-Din Husayn (1149–1161)    | Ala al-Din Husayn (1149–1161) | Ala al-Din Husayn (1149–1161) | Ala al-Din Husayn (1149–1161) | Ala al-Din Husayn (1149–1161) |                              |                              |                              |                              |                              |                              |  |  |                           |                           |                           |                           |                           |                           | Fakhr al-Din Masud (1152–1163)   | Fakhr al-Din Masud (1152–1163)   | Fakhr al-Din Masud (1152–1163)   | Fakhr al-Din Masud (1152–1163)   | Fakhr al-Din Masud (1152–1163)   | Fakhr al-Din Masud (1152–1163)   |                                |                                |                                |                                |                                |                                |                     |                     |                     |                     |                     |                     |  |  |  |  |  |  |  |  |  |  |  |  |  |  |  |  |  |  |  |  |  |  |  |  |  |  |  |  |  |  |  |  |  |  |
|  |  |                              |                              |                              |                              |                              |                              |  |  |  |  | Diya al-Din Ali (Ala al-Din Ali) (1214–1215) |                                            |                                            |                                            |                                            |                                            |  |  |                                            |                   |                      |                      |                      |                      |                                     |                                     |                                     |                                     |                                     |                                     |                        |                        |                        |                        |                        |                        |                                   |                                   |                                   |                                   |                                   |                                   |                                  |                                  |                                  |                                  |                                  |                                  |                               |                               |                               |                               |                              |                              |                              |                              |                              |                              |  |  |                           |                           |                           |                           |                           |                           |                                  |                                  |                                  |                                  |                                  |                                  |                                |                                |                                |                                |                                |                                |                     |                     |                     |                     |                     |                     |  |  |  |  |  |  |  |  |  |  |  |  |  |  |  |  |  |  |  |  |  |  |  |  |  |  |  |  |  |  |  |  |  |  |
|  |  |                              |                              |                              |                              |                              |                              |  |  |  |  |                                              |                                            |                                            |                                            |                                            |                                            |  |  |                                            |                   |                      |                      |                      |                      |                                     |                                     |                                     |                                     |                                     |                                     |                        |                        |                        |                        |                        |                        |                                   |                                   |                                   |                                   |                                   |                                   |                                  |                                  |                                  |                                  |                                  |                                  |                               |                               |                               |                               |                              |                              |                              |                              |                              |                              |  |  |                           |                           |                           |                           |                           |                           |                                  |                                  |                                  |                                  |                                  |                                  |                                |                                |                                |                                |                                |                                |                     |                     |                     |                     |                     |                     |  |  |  |  |  |  |  |  |  |  |  |  |  |  |  |  |  |  |  |  |  |  |  |  |  |  |  |  |  |  |  |  |  |  |
|  |  |                              |                              |                              |                              |                              |                              |  |  |  |  |                                              |                                            |                                            |                                            |                                            |                                            |  |  |                                            |                   |                      |                      |                      |                      | Ghiyath al-Din Muhammad (1163–1202) | Ghiyath al-Din Muhammad (1163–1202) | Ghiyath al-Din Muhammad (1163–1202) | Ghiyath al-Din Muhammad (1163–1202) | Ghiyath al-Din Muhammad (1163–1202) | Ghiyath al-Din Muhammad (1163–1202) |                        |                        |                        |                        |                        |                        | Muizz al-Din Muhàmmad (1202–1206) | Muizz al-Din Muhàmmad (1202–1206) | Muizz al-Din Muhàmmad (1202–1206) | Muizz al-Din Muhàmmad (1202–1206) | Muizz al-Din Muhàmmad (1202–1206) | Muizz al-Din Muhàmmad (1202–1206) |                                  |                                  |                                  |                                  |                                  |                                  |                               |                               |                               |                               |                              |                              |                              |                              |                              |                              |  |  |                           |                           |                           |                           |                           |                           | Xams al-Din Muhàmmad (1163–1192) | Xams al-Din Muhàmmad (1163–1192) | Xams al-Din Muhàmmad (1163–1192) | Xams al-Din Muhàmmad (1163–1192) | Xams al-Din Muhàmmad (1163–1192) | Xams al-Din Muhàmmad (1163–1192) |                                |                                |                                |                                |                                |                                |                     |                     |                     |                     |                     |                     |  |  |  |  |  |  |  |  |  |  |  |  |  |  |  |  |  |  |  |  |  |  |  |  |  |  |  |  |  |  |  |  |  |  |
|  |  |                              |                              |                              |                              |                              |                              |  |  |  |  |                                              |                                            |                                            |                                            |                                            |                                            |  |  |                                            |                   |                      |                      |                      |                      | Ghiyath al-Din Muhammad (1163–1202) | Ghiyath al-Din Muhammad (1163–1202) | Ghiyath al-Din Muhammad (1163–1202) | Ghiyath al-Din Muhammad (1163–1202) | Ghiyath al-Din Muhammad (1163–1202) | Ghiyath al-Din Muhammad (1163–1202) |                        |                        |                        |                        |                        |                        | Muizz al-Din Muhàmmad (1202–1206) | Muizz al-Din Muhàmmad (1202–1206) | Muizz al-Din Muhàmmad (1202–1206) | Muizz al-Din Muhàmmad (1202–1206) | Muizz al-Din Muhàmmad (1202–1206) | Muizz al-Din Muhàmmad (1202–1206) |                                  |                                  |                                  |                                  |                                  |                                  |                               |                               |                               |                               |                              |                              |                              |                              |                              |                              |  |  |                           |                           |                           |                           |                           |                           | Xams al-Din Muhàmmad (1163–1192) | Xams al-Din Muhàmmad (1163–1192) | Xams al-Din Muhàmmad (1163–1192) | Xams al-Din Muhàmmad (1163–1192) | Xams al-Din Muhàmmad (1163–1192) | Xams al-Din Muhàmmad (1163–1192) |                                |                                |                                |                                |                                |                                |                     |                     |                     |                     |                     |                     |  |  |  |  |  |  |  |  |  |  |  |  |  |  |  |  |  |  |  |  |  |  |  |  |  |  |  |  |  |  |  |  |  |  |
|  |  |                              |                              |                              |                              |                              |                              |  |  |  |  |                                              |                                            |                                            |                                            |                                            |                                            |  |  |                                            |                   |                      |                      |                      |                      |                                     |                                     |                                     |                                     |                                     |                                     |                        |                        |                        |                        |                        |                        |                                   |                                   |                                   |                                   |                                   |                                   |                                  |                                  |                                  |                                  |                                  |                                  |                               |                               |                               |                               |                              |                              |                              |                              |                              |                              |  |  |                           |                           |                           |                           |                           |                           |                                  |                                  |                                  |                                  |                                  |                                  |                                |                                |                                |                                |                                |                                |                     |                     |                     |                     |                     |                     |  |  |  |  |  |  |  |  |  |  |  |  |  |  |  |  |  |  |  |  |  |  |  |  |  |  |  |  |  |  |  |  |  |  |
|  |  |                              |                              |                              |                              |                              |                              |  |  |  |  |                                              |                                            |                                            |                                            |                                            |                                            |  |  |                                            |                   |                      |                      |                      |                      |                                     |                                     |                                     |                                     |                                     |                                     |                        |                        |                        |                        |                        |                        |                                   |                                   |                                   |                                   |                                   |                                   | Sayf al-Din Muhammad (1149–1157) | Sayf al-Din Muhammad (1149–1157) | Sayf al-Din Muhammad (1149–1157) | Sayf al-Din Muhammad (1149–1157) | Sayf al-Din Muhammad (1149–1157) | Sayf al-Din Muhammad (1149–1157) |                               |                               |                               |                               | Ala al-Din Atsiz (1213–1214) | Ala al-Din Atsiz (1213–1214) | Ala al-Din Atsiz (1213–1214) | Ala al-Din Atsiz (1213–1214) | Ala al-Din Atsiz (1213–1214) | Ala al-Din Atsiz (1213–1214) |  |  | Abbas ibn Muhammad (1192) | Abbas ibn Muhammad (1192) | Abbas ibn Muhammad (1192) | Abbas ibn Muhammad (1192) | Abbas ibn Muhammad (1192) | Abbas ibn Muhammad (1192) |                                  |                                  |                                  |                                  |                                  |                                  | Baha al-Din Sam II (1192–1206) | Baha al-Din Sam II (1192–1206) | Baha al-Din Sam II (1192–1206) | Baha al-Din Sam II (1192–1206) | Baha al-Din Sam II (1192–1206) | Baha al-Din Sam II (1192–1206) |                     |                     |                     |                     |                     |                     |  |  |  |  |  |  |  |  |  |  |  |  |  |  |  |  |  |  |  |  |  |  |  |  |  |  |  |  |  |  |  |  |  |  |
|  |  |                              |                              |                              |                              |                              |                              |  |  |  |  |                                              |                                            |                                            |                                            |                                            |                                            |  |  |                                            |                   |                      |                      |                      |                      | Ghiyath al-Din Mahmud (1206–1212)   |                                     |                                     |                                     |                                     |                                     |                        |                        |                        |                        |                        |                        |                                   |                                   |                                   |                                   |                                   |                                   | Sayf al-Din Muhammad (1149–1157) | Sayf al-Din Muhammad (1149–1157) | Sayf al-Din Muhammad (1149–1157) | Sayf al-Din Muhammad (1149–1157) | Sayf al-Din Muhammad (1149–1157) | Sayf al-Din Muhammad (1149–1157) |                               |                               |                               |                               | Ala al-Din Atsiz (1213–1214) | Ala al-Din Atsiz (1213–1214) | Ala al-Din Atsiz (1213–1214) | Ala al-Din Atsiz (1213–1214) | Ala al-Din Atsiz (1213–1214) | Ala al-Din Atsiz (1213–1214) |  |  | Abbas ibn Muhammad (1192) | Abbas ibn Muhammad (1192) | Abbas ibn Muhammad (1192) | Abbas ibn Muhammad (1192) | Abbas ibn Muhammad (1192) | Abbas ibn Muhammad (1192) |                                  |                                  |                                  |                                  |                                  |                                  | Baha al-Din Sam II (1192–1206) | Baha al-Din Sam II (1192–1206) | Baha al-Din Sam II (1192–1206) | Baha al-Din Sam II (1192–1206) | Baha al-Din Sam II (1192–1206) | Baha al-Din Sam II (1192–1206) |                     |                     |                     |                     |                     |                     |  |  |  |  |  |  |  |  |  |  |  |  |  |  |  |  |  |  |  |  |  |  |  |  |  |  |  |  |  |  |  |  |  |  |
|  |  |                              |                              |                              |                              |                              |                              |  |  |  |  |                                              |                                            |                                            |                                            |                                            |                                            |  |  |                                            |                   |                      |                      |                      |                      |                                     |                                     |                                     |                                     |                                     |                                     |                        |                        |                        |                        |                        |                        |                                   |                                   |                                   |                                   |                                   |                                   |                                  |                                  |                                  |                                  |                                  |                                  |                               |                               |                               |                               |                              |                              |                              |                              |                              |                              |  |  |                           |                           |                           |                           |                           |                           |                                  |                                  |                                  |                                  |                                  |                                  |                                |                                |                                |                                |                                |                                |                     |                     |                     |                     |                     |                     |  |  |  |  |  |  |  |  |  |  |  |  |  |  |  |  |  |  |  |  |  |  |  |  |  |  |  |  |  |  |  |  |  |  |
|  |  |                              |                              |                              |                              |                              |                              |  |  |  |  |                                              |                                            |                                            |                                            |                                            |                                            |  |  |                                            |                   |                      |                      |                      |                      |                                     |                                     |                                     |                                     |                                     |                                     |                        |                        |                        |                        |                        |                        |                                   |                                   |                                   |                                   |                                   |                                   |                                  |                                  |                                  |                                  |                                  |                                  |                               |                               |                               |                               |                              |                              |                              |                              |                              |                              |  |  |                           |                           |                           |                           |                           |                           |                                  |                                  |                                  |                                  |                                  |                                  |                                |                                |                                |                                |                                |                                |                     |                     |                     |                     |                     |                     |  |  |  |  |  |  |  |  |  |  |  |  |  |  |  |  |  |  |  |  |  |  |  |  |  |  |  |  |  |  |  |  |  |  |
|  |  |                              |                              |                              |                              |                              |                              |  |  |  |  |                                              |                                            |                                            |                                            |                                            |                                            |  |  |                                            |                   |                      |                      |                      |                      |                                     |                                     |                                     |                                     |                                     |                                     |                        |                        |                        |                        |                        |                        |                                   |                                   |                                   |                                   |                                   |                                   |                                  |                                  |                                  |                                  |                                  |                                  |                               |                               |                               |                               |                              |                              |                              |                              |                              |                              |  |  |                           |                           |                           |                           |                           |                           | Djalal al-Din Ali (1206–1215)    | Djalal al-Din Ali (1206–1215)    | Djalal al-Din Ali (1206–1215)    | Djalal al-Din Ali (1206–1215)    | Djalal al-Din Ali (1206–1215)    | Djalal al-Din Ali (1206–1215)    |                                |                                |                                |                                |                                |                                | Ala al-Din Muhàmmad | Ala al-Din Muhàmmad | Ala al-Din Muhàmmad | Ala al-Din Muhàmmad | Ala al-Din Muhàmmad | Ala al-Din Muhàmmad |  |  |  |  |  |  |  |  |  |  |  |  |  |  |  |  |  |  |  |  |  |  |  |  |  |  |  |  |  |  |  |  |  |  |
|  |  |                              |                              |                              |                              |                              |                              |  |  |  |  |                                              |                                            |                                            |                                            |                                            |                                            |  |  |                                            |                   |                      |                      |                      |                      | Baha al-Din Sam II (1212–1213)      |                                     |                                     |                                     |                                     |                                     |                        |                        |                        |                        |                        |                        |                                   |                                   |                                   |                                   |                                   |                                   |                                  |                                  |                                  |                                  |                                  |                                  |                               |                               |                               |                               |                              |                              |                              |                              |                              |                              |  |  |                           |                           |                           |                           |                           |                           | Djalal al-Din Ali (1206–1215)    | Djalal al-Din Ali (1206–1215)    | Djalal al-Din Ali (1206–1215)    | Djalal al-Din Ali (1206–1215)    | Djalal al-Din Ali (1206–1215)    | Djalal al-Din Ali (1206–1215)    |                                |                                |                                |                                |                                |                                | Ala al-Din Muhàmmad | Ala al-Din Muhàmmad | Ala al-Din Muhàmmad | Ala al-Din Muhàmmad | Ala al-Din Muhàmmad | Ala al-Din Muhàmmad |  |  |  |  |  |  |  |  |  |  |  |  |  |  |  |  |  |  |  |  |  |  |  |  |  |  |  |  |  |  |  |  |  |  |
|  |  |                              |                              |                              |                              |                              |                              |  |  |  |  |                                              |                                            |                                            |                                            |                                            |                                            |  |  |                                            |                   |                      |                      |                      |                      |                                     |                                     |                                     |                                     |                                     |                                     |                        |                        |                        |                        |                        |                        |                                   |                                   |                                   |                                   |                                   |                                   |                                  |                                  |                                  |                                  |                                  |                                  |                               |                               |                               |                               |                              |                              |                              |                              |                              |                              |  |  |                           |                           |                           |                           |                           |                           |                                  |                                  |                                  |                                  |                                  |                                  |                                |                                |                                |                                |                                |                                |                     |                     |                     |                     |                     |                     |  |  |  |  |  |  |  |  |  |  |  |  |  |  |  |  |  |  |  |  |  |  |  |  |  |  |  |  |  |  |  |  |  |  |